# الخدمة الإذاعية الوطنية الأيسلندية
الخدمة الإذاعية الوطنية الأيسلندية (Ríkisútvarpið) والمعروفة أكثر بالمصطلح المختصر (RÚV) هي شركة خدمات عامة إذاعية وتلفزيونية أيسلندية يقع مقرها في ريكيافيك حيث تتوفر على العديد من هوائيات البث في المنطقة. تعد الشركة عضوا في اتحاد الإذاعات الأوروبية ونوردفيزن. يتم تمويل الشركة من خلال الترخيص السمعي البصري، وكذلك عن طريق الإعلانات.